# Peranera
Peranera és un antic poble de la comarca de l'Alta Ribagorça. Actualment està quasi del tot deshabitat (habitat ocasionalment a l'estiu), i pertany al terme municipal del Pont de Suert. Antigament pertanyia al terme municipal de Malpàs.
Està situat a 1.301,1 m. d'altitud, a l'esquerra del barranc de Peranera, afluent, per la dreta, del barranc de Viu, que davalla del Corronco de Durro; la serra de Peranera, contrafort meridional d'aquesta muntanya, separa les valls d'Erta i de Peranera. Es troba a uns dos quilòmetres de Castellars. S'accedeix al poble agafant una pista de grava a Castellars; és l'únic accés amb vehicle.
L'església, d'una nau i amb espadanya de dos ulls al damunt, és dedicada a santa Eulàlia. Tot i que se'n tenen notícies des d'època romànica, el temple actual és modern. El nom de Peranera prové del llatí "pedra negra"; ens ho recorda la roca on s'assenta el poble i les mines de Malpàs, que són ben a prop. A part de l'església, antigament sufragània, a una certa distància al nord-oest del poble hi ha l'ermita romànica de Santa Margarida de Peranera.

## Etimologia
Peranera és un topònim romànic, procedent dels mots catalans pera, equivalent a pedra o roca i nera, de negra. És, doncs, un topònim descriptiu, que es refereix al color de la terra en aquest lloc, on hi ha hagut fins ben recentment mines de carbó. Joan Coromines (op. cit.) corrobora aquesta hipòtesi.

## Història
Peranera té el seu origen en el castell homònim, citat ja al segle xi: Petra Nigra. Actualment a penes en queda cap rastre, d'aquest castell.
El 1381 tenia 3 focs (cap a la quinzena d'habitants), i el 1787 en tenia ja 23, dins del domini dels Erill, que tenien la seva primera seu just al davant, a ponent, de Peranera: Erillcastell (o Castell d'Erill). Es mantingué dins d'aquesta baronia, després comtat, fins a l'extinció dels senyorius, el 1831.
Pascual Madoz parla de Peranera en el seu Diccionario geográfico... del 1849. S'hi refereix dient que és en una roca que té una suau inclinació cap a l'est, i el bat el vent del nord amb molta força, cosa que provoca nombrosos refredats; constava de 9 cases, l'església de Santa Eulàlia, sufragània de Sas, amb el cementiri al costat, i una font a un quart d'hora del poble. El terreny és muntanyós, aspre, trencat i de mala qualitat, amb bardisses per a llenya i algunes roures i pomeres. S'hi criaven ovelles. La població era de 3 veïns (caps de família) i 14 ànimes (habitants).
El 1970 Peranera tenia 15 habitants, reduïts a 6 el 1981. El 2006 ja era del tot despoblat. El 2019 tenia censada una persona.